# Богомольческое движение
Богомо́льческое движе́ние (серб. Богомољачки покрет, кратко Богомо́льцы, серб. богомољци, официальное название Народный христианский союз, серб. Народна хришћанска заједница) — право-консервативное религиозное объединение верующих Сербской православной церкви, которое действовало с 1920 года до Второй мировой войны.

## История
Формально было основано в 1920 году в попытке остановить угасание интереса к вере в сербском обществе, распространение Адвентистов седьмого дня и усиление позиций коммунизма, но свои корни имеет в неофициальных богомольческих группах, которые были созданы в Воеводине в середине XIX века, а затем в 1870-х годах распространились на юго-востоке Сербии, как и среди сербских солдат во время Первой мировой войны. Само название движения было взято из Евангелия от Иоанна: «Но настанет время, и настало уже, когда истинные (в русском переводе — поклонники, в сербском — богомольцы) будут поклоняться Отцу в духе и истине».
Эти группы состояли из благочестивых молодых мужчин и женщин, которые регулярно посещали церковные службы и организовывали паломничества в Монастырь Войловица под Панчевом. Богомольческое движение было подчёркнуто православным, но его участники практиковали и некоторые действия, которые редко совершались в православии, как, например, публичное чтение частей Нового завета, которые, как считается, были позаимствованы у баптистских общин, получивших распространение среди местных венгров. Покровительство богомольцам оказывал епископ Николай (Велимирович). Тем не менее, в Сербской православной церкви не существовало полного согласия с епископом Николаем и на само богомольческое движение, особенно в начале, смотрели с недоверием.
Движение было особенно активным в 1920-е годы. После Октябрьской революции среди русских эмигрантов в Королевстве сербов хорватов и словенцев распространялись рассказы об ответственности евреев за революцию в России. Богомольческое движение в своих публикациях активно выступали против «ереси адвентизма» и призывали к запрету Адвентистов седьмого дня. В деятельности адвентистов они видели заговор и писали об адвентизме как о «плоде евреомасонства в христианстве».
Богомольческое движение с середины 1920-х годов публиковало антисемитские тексты, в том числе выдержки из «Протоколов сионских мудрецов» и статей Генри Форда. Позже некоторые богомольцы вошли в состав движения «Збор» Димитрия Лётича.